# Круминя, Бригита

И. М. Маневич (стоит во втором ряду третий слева) среди выпускников своей мастерской. Сбоку от него — Мария Зверева (Кожина), Валерий Приёмыхов. Сидят: в центре Александр Анненский, за ним (в галстуке) — А. Гусельников, крайняя справа стоит Бригита Круминя. ВГИК, 1973 год.

Бри́гита Ба́йба Кру́миня (латыш. Brigita Baiba Krūmiņa; 18 сентября 1943, Рига — 26 марта 2017, там же) — советский и латвийский режиссёр, сценарист документального кино, мультипликатор, фотограф, актриса, специалистка по японскому языку и художница. Руководитель центра японского языка и культуры «Gengo». Член Союза кинематографистов. Кавалер японского ордена Восходящего солнца.

## Биография
С 1965 по 1990 год работала на Рижской киностудии. В 1973 году окончила сценарный факультет ВГИКа в Москве (мастерская И. М. Маневича), после чего вернулась работать на Рижскую киностудию.
Работала на киностудии как сценарист и режиссёр документалистики, а также исполнительница эпизодических характерных ролей в игровых фильмах «Театр», «Лимузин цвета белой ночи», «Личная жизнь Деда Мороза», «Игра» и т. д.
С 1976 года принимала участие в выставках изобразительного искусства. Иллюстрировала книги «Птицы нас любят» (1980) и «Почему верблюды не живут в городе?» (1984).
В 1990 году учредила детскую студию мультипликации «Pegaziņš».
В том же году открыла вечернюю школу японского языка, которая позже стала средней школой японского языка и культуры «Gengo». В 1991 окончила Латвийский университет, получив степень магистра. С 1993 по 1996 год — преподаватель японского языка в Латвийском университете. В 1994 году окончила Международный институт преподавания японского языка.
В 2010 году была награждена японским орденом Восходящего Солнца.

## Творчество
Работала преимущественно в области документального кино. Была сценаристом и режиссёром киножурналов «Пионер», «Советская Латвия», «Новости спорта». Озвучивала мультипликационных героев на латышском языке. Составила два латышско-японских словаря. Была активным популяризатором японского языка в Латвии.

## Работы

### Сценарии
- Как волк не съел поросёнка (ТВ, 1972)

### Роли
- Я. Стрейчс, «Театр» (1978, эпизод)

### Иллюстрации
- «Putni mūs mīl» (1980)
- «Kāpēc kamieļi nedzīvo pilsētā?» (1984)

### Словари
- Latviešu-japāņu valodas vārdnīca (2000 год)
- Japāņu-latviešu mācību kandži (valodas) vārdnīca (2006 год)

### Фильмография
- Киножурналы «Пионер», «Советская Латвия», «Новости спорта»
- Baltijas Republiku māksla
- Baltijas dzelzceļš
- Ebreju kultūra Latvijā